# Hora Unix
L'hora Unix o hora POSIX és un sistema per descriure instants de temps UTC, definit com el nombre de segons des de les 0 hores de la matinada de l'1 de gener de 1970 UTC, sense comptar els segons intercalars.
S'utilitza en molts ordinadors tant de la família Unix com en d'altres.
A voltes s'anomena també segons des de l'època Unix.

## Època Unix
S'anomena època Unix a l'instant 00:00:00 UTC de l'1 de gener de 1970.
Tanmateix el problema d'aquesta definició és que el concepte UTC en la seva forma actual no va existir fins al 1972.